# توافقية (سياسة)

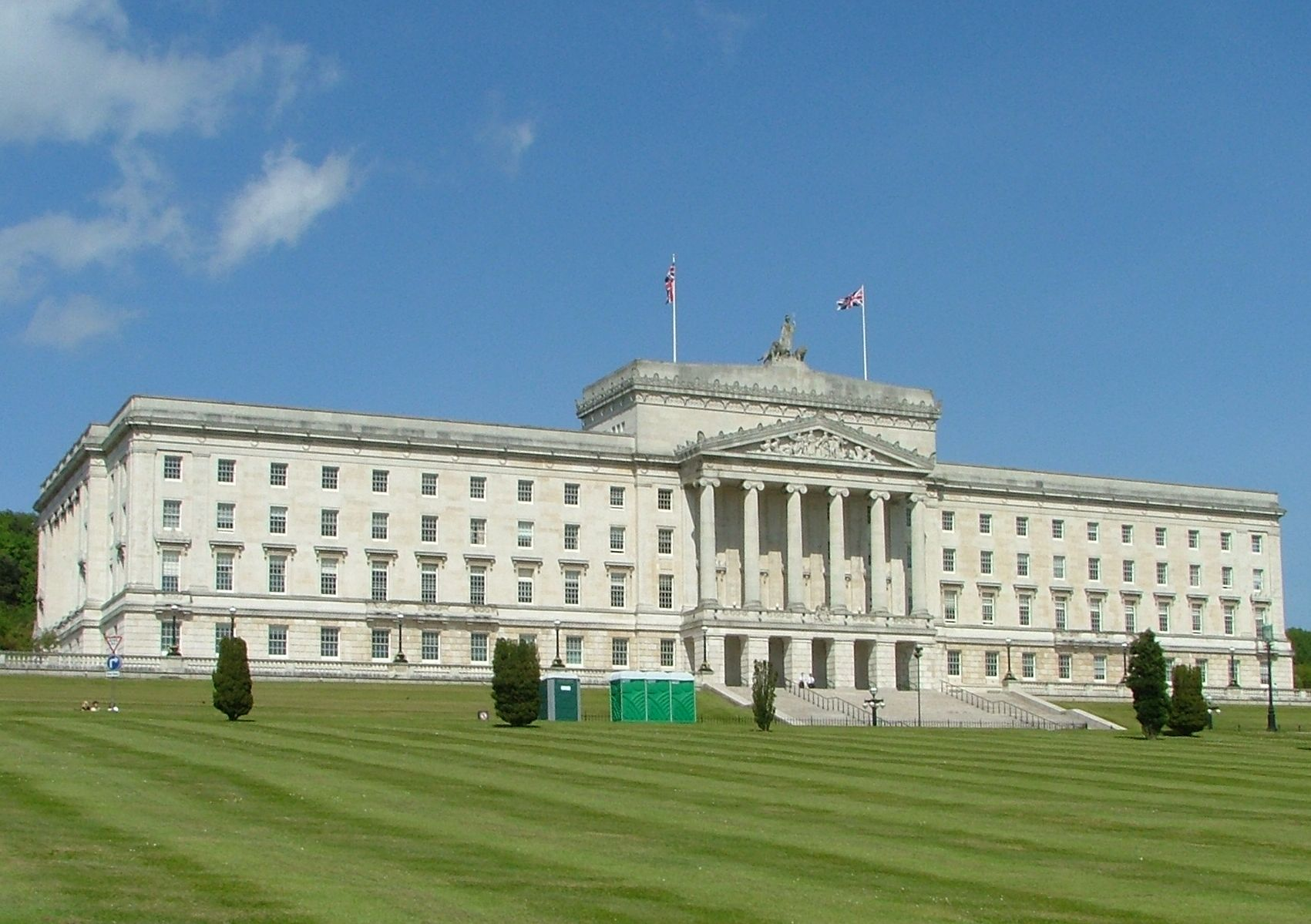

التوافقية تعتبر أحياناً مرادف لمصطلح «تشارك القوى»، رغم أنها تقنياً هي أحد أشكال تشارك القوى.

وغالباً ما ينظر للتوافقية على أن لها صلة وثيقة بالنقابوية؛ فالبعض يعتبرها شكلاً من أشكال الهيمنة بينما يدعي آخرون أن الهيمنة الاقتصادية صممت لتنظيم صراع الطبقات الاجتماعية، في حين أن التوافقية وضعت على أساس التوفيق بين التشرذم المجتمعي على أسس عرقية ودينية.
وأهداف التوافقية هي الاستقرار الحكومي، وبقاء ترتيبات تقاسم السلطة، وبقاء الديمقراطية، وتجنب العنف. عندما يتم تنظيم التوافقية على أسس طائفية دينية، فإنها تعرف باسم الطائفية، كما هو الحال في لبنان.

## تعريف
يعرف علماء السياسة الدولة التوافقية أنها دولة لديها انقسامات داخلية كبرى على أسس عرقية أو دينية أو لغوية، مع عدم عدم وجود فئة كبيرة بما يكفي لتشكيل مجموعة الأغلبية، ولكن على الرغم من ذلك تستطيع البقاء مستقرة، ويرجع ذلك إلى التشاور بين النخبة من كل الفئات الاجتماعية الرئيسية. وغالباً ما تتناقض الدول التوافقية مع الدول ذات نظم الأغلبية الإنتخابية.

## أصول المفهوم
وقد نوقشت التوافقية في فصول دراسية على يد استاذ العلوم السياسية أرند يجبهارت. على أية حال فقد أقر يجبهارت بأنه «بالكاد اكتشف ما اخترعه الممارسون السياسيون مراراً وتكراراً - وبشكل مستقل عن كل من الخبراء الأكاديميين واحد آخر - قبل سنوات». وقد تتبع جون ماكغري وبريندان أوليري التوافقية إلى عام 1917، عندما طبقت لأول مرة في هولندا 